# 7808 Bagould
7808 Bagould è un asteroide della fascia principale. Scoperto nel 1976, presenta un'orbita caratterizzata da un semiasse maggiore pari a 2,5612616 UA e da un'eccentricità di 0,1562607, inclinata di 6,52954° rispetto all'eclittica.
L'asteroide è dedicato all'astronomo statunitense Benjamin Apthorp Gould, scopritore della cintura di Gould, fondatore della rivista scientifica Astronomical Journal e primo direttore dell'osservatorio astronomico di Córdoba in Argentina.